# Solidarietà (diritto)
Solidarietà, nel diritto, è un concetto che identifica diverse tipologie di responsabilità giuridica collettiva gravante su più soggetti.

## Nelle obbligazioni
L'obbligazione solidale è una obbligazione soggettivamente complessa, plurisoggettiva rispetto a uno solo o a entrambi i termini soggettivi dell'obbligazione. All'obbligazione in solido ci si riferisce anche con l'espressione latina in solidum (obligatio in solidum), che però ha anche uno specifico utilizzo in campo ecclesiastico (si veda in solidum).
L'articolo 1292 del codice civile italiano afferma che:
L'obbligazione è in solido quando più debitori sono obbligati tutti per la medesima prestazione, in modo che ciascuno può essere costretto all'adempimento per la totalità e l'adempimento da parte di uno libera gli altri; oppure quando tra più creditori ciascuno ha diritto di chiedere l'adempimento dell'intera obbligazione e l'adempimento conseguito da uno di essi libera il debitore verso tutti i creditori.
Ad esempio: se un patrimonio "A" deve essere escusso in via sussidiaria rispetto ad un altro "B", significa che il creditore si dovrà rifare prima sul patrimonio "B" e solo in caso di insolvenza e insufficienza di questo anche sul patrimonio "A". Si tratta di un concetto affine ma diverso da quello di solidarietà che rappresenta sempre una situazione di garanzia per il creditore, ma in base al quale i debitori vengono considerati sullo stesso piano e sono tutti tenuti ad effettuare la prestazione per l'intero.

### Obbligazione solidale passiva
Si ha obbligazione solidale passiva quando in un'obbligazione il termine soggettivo di debitore è ricoperto da più soggetti. Tutti sono tenuti alla medesima prestazione e l'adempimento da parte di uno dei debitori libera gli altri debitori.
La solidarietà passiva mira a rafforzare il credito, in quanto attribuisce al creditore la facoltà di chiedere l'adempimento dell'esatta prestazione a uno qualunque dei debitori. La solidarietà passiva è presunta dalla legge, se non risulta diversamente dal titolo (art. 1294 c.c.).

### Sussidiarietà nell'obbligazione solidale passiva
L'obbligazione solidale passiva assume una particolare fisionomia se è presente la sussidiarietà, ovvero un ordine gerarchico di preferenza per l'esecuzione dell'adempimento, a beneficio del creditore.
Trattasi di onere per il creditore, che è costretto:
- Nel caso in cui si tratti di beneficio d'ordine, meramente a chiedere l'adempimento attenendosi all'ordine previsto;
- Nel caso in cui si tratti di beneficio di escussione, a escutere il patrimonio di uno specifico debitore.

### Obbligazione solidale attiva
Si ha obbligazione solidale attiva quando in un'obbligazione il termine soggettivo di creditore è ricoperto da più soggetti. Tutti possono richiedere la medesima prestazione, e l'adempimento a favore di uno dei creditori libera il debitore rispetto ai creditori rimasti.

## L'obbligazione parziaria
Quando non vige il regime delle obbligazioni solidali, ha tenore quello delle obbligazioni parziarie che riguardo all'oggetto della prestazione stabilisce che ciascun debitore è tenuto all'adempimento di una sola parte della prestazione, e che ciascun creditore può pretendere una sola parte della prestazione in oggetto.
Nell'ipotesi di una pluralità di debitori, in cui uno di questi sia insolvente, il creditore non ha diritto a richiedere la parte mancante della prestazione agli altri debitori.

## Principi cardine dei rapporti tra solidali
Dalla complessiva disciplina, in relazione anche a quanto indicato dalla Relazione al codice civile, emergono i seguenti principi in materia di obbligazioni solidali:
- Non si comunicano i fatti  e gli atti pregiudizievoli  e si estendono invece quelli vantaggiosi;
- Non si estendono ai condebitori o ai concreditori i fatti inerenti alla sfera personale del singolo debitore o creditore.

La disciplina generale delle obbligazioni solidali assicura ampia libertà di scelta al creditore.

Nella direzione opposta, la legge n. 220/2012 in materia di crediti del condominio fissa per la prima volta dei limiti alle azioni del creditore verso soggetti differenti dal condomino moroso.

### Nei rapporti di condominio
Già prima della sentenza della Cassazione (Sez. unite, n. 9148 del 9 aprile 2008) e della riforma del diritto condominiale nel 2012, esisteva un orientamento giurisprudenziale minoritario, che prevedeva un bilanciamento fra la solidarietà e la parziarietà del debitore, sia nei rapporti interni del condominio che in quelli esterni.
La solidarietà deriva il suo fondamento: 
1. dalla presenza di più debitori,
2. dall'unicità della causa dell'obbligazione (eadem causa obbligandi),
3. dall'unicità della prestazione (eadem res debita).

La solidarietà è considerata un principio generale dei condebitori, laddove sussistano entrambi gli ultimi due elementi. Se invece l'obbligazione è divisibile (vale a dire, la prestazione non è più unica), come per sua natura è il pagamento di una somma in denaro, il debitore risponde pro quota secondo l'art. 1314 c.c., che recita: "se più sono i debitori … di una prestazione divisibile e l'obbligazione non è solidale … ciascuno dei debitori non è tenuto a pagare il debito che per la sua parte".

## Diritto di regresso
Il debitore in solido che ha pagato l'intero debito ha diritto di regresso verso gli altri condebitori, ripetendo la parte di ciascuno di essi; se uno dei condebitori è insolvente, la perdita si ripartisce tra i condebitori solventi. Il diritto di regresso è soggetto ai normali termini di prescrizione, con decorrenza dalla data del pagamento.

## Solidarietà paritaria e solidarietà dipendente
Queste tipologie di solidarietà sono diffuse nell'ambito del diritto tributario.
- Si parla di solidarietà paritaria quando il presupposto del tributo è riferibile a una pluralità di soggetti. Essa è presente soprattutto nel campo delle imposte indirette. Ad esempio:
  - Nell'imposta di registro quando viene stipulato un contratto da registrare in termine fisso, le parti contraenti sono obbligate in solido;
  - L'imposta sulle successioni è dovuta dagli eredi in solido;
- Si parla invece di solidarietà dipendente quando il rapporto che lega creditore e co-obbligato dipende da un'obbligazione principale a cui questo rapporto è definibile come accessorio, la cui esistenza è legata cioè all'esistenza dell'obbligazione principale. Ciò comporta che il co-obbligato dipendente può porre non solo le eccezioni relative al proprio rapporto, ma anche quelle relative al debito del co-obbligato principale. Questo tipo di solidarietà è tipica della figura del responsabile d'imposta (quindi notaio, spedizioniere, cessionario di azienda).